# Mesoceration bicurvum
Mesoceration bicurvum är en skalbaggsart som beskrevs av Perkins 2008. Mesoceration bicurvum ingår i släktet Mesoceration och familjen vattenbrynsbaggar. Inga underarter finns listade i Catalogue of Life.